# Csegi-tong állomás
Csegi-tong (Jegi-dong) állomás föld alatti metróállomás a szöuli metró 1-es vonalán, Tongdemun-ku (Dongdaemun-gu) kerületben.

## Viszonylatok
| 1-es vonal                                                                          | 1-es vonal                | 1-es vonal                                                                                             |
| ----------------------------------------------------------------------------------- | ------------------------- | --- |
| Cshongnjangni (Cheongnyangni) Szojoszan (Soyosan) és Kvangun (Gwangun) Egyetem felé | személy- és expresszvonat | Sinszol-tong (Sinseol-dong) Incshon (Incheon), Szodongthan (Seodongtan) vagy Sincshang (Sinchang) felé |